# Sergio Quintero
Sergio Quintero (n. San Lorenzo, Ecuador; 12 de marzo de 1999) es un futbolista ecuatoriano. Juega de centrocampista y su equipo actual es Club Sport Emelec de la Serie A de Ecuador.

## Trayectoria

### Primeros años
Nacido y criado en San Lorenzo, Quintero dejó su ciudad natal a los 12 años para probarse en Independiente del Valle. Sin embargo fue rechazado y regresó a San Lorenzo para estudiar.
Cuando tenía 16 años fue a hacer unas pruebas en la selección de San Lorenzo, donde luego se convirtió en uno de los seis jugadores seleccionados. Los seis jugadores, incluido Quintero, pasaron por pruebas en varios clubes, sin embargo, fueron rechazados por todos. Quintero acabó por fichar por el Cumbayá Fútbol Club donde logró debutar y jugó allí durante un año.

#### Años posteriores y carrera internacional
Después de salir de Cumbayá, Quintero se mudó a Ibarra y luego fue a probarse en Mushuc Runa, quien quiso ficharlo, pero no pudo registrarlo.
Luego continuó sus estudios en Ibarra y terminó ingresando al Imbabura Sporting Club en 2017 cuando tenía 17 años. Quintero de repente tuvo la oportunidad de mostrarse a la selección sub-20. Luego de debutar con la Selección Sub-20 en noviembre de 2018, fue convocado a la escuadra de jugadores del Campeonato Sudamericano Sub-20 2019, quienes terminaron ganando el torneo. En mayo-junio de 2019, formó parte de la selección sub-20 ganadora de la medalla de bronce en la Copa Mundial Sub-20 de 2019. Terminó quedándose en Imbabura hasta finales de 2019.

### Barcelona
Después de las negociaciones fallidas con el Celtic y el traspaso fallido a Emelec, el 27 de diciembre de 2020 terminó firmado un contrato de cinco años con el Barcelona. Debutó oficialmente con el club el 22 de febrero en un encuentro contra Delfín Sporting Club, válido por la Serie A de Ecuador. Para la temporada 2022 no fue tomado en cuenta por el club y rescindió su contrato por sus acciones en el Olmedo.

### Olmedo
Para ganar algunos minutos más, después de jugar solo 273 minutos en la temporada 2020 y sentarse en el banquillo sin entrar en los primeros cuatro de los cinco partidos de la temporada 2021, fue cedido al club Olmedo el 25 de marzo de 2021 por el resto del año. En noviembre de 2021 fue separado por sus críticas negativas hacia el equipo.

### Sporting Clube da Covilhã
El 22 de julio de 2022 se anunció su fichaje por el Sporting Clube da Covilhã de la Segunda División de Portugal, con un contrato por dos temporadas. Sin embargo el 3 de noviembre de ese año el equipo portugués informó de la rescisión de contrato con el futbolista.

### Aucas
El 3 de diciembre de 2022 se confirma su regreso a su país para vestir la camiseta de Sociedad Deportiva Aucas, equipo de Serie A.

## Selección nacional
Participó con la selección sub-20 de Ecuador, en el Sudamericano Sub-20 de 2019 jugado en Chile, saliendo campeón del torneo.
También fue convocado para jugar el mundial de Polonia 2019, dónde su selección obtuvo el tercer lugar. Hace su debut en el torneo en la victoria 1-0 frente a la selección de fútbol de México sub-20, donde ingresó en el minuto 79 por Jordan Rezabala. Logra su primera aparición de titular en el partido frente a selección de fútbol de Uruguay sub-20, por octavos de final, donde además, anota el segundo gol de su conjunto en el minuto 75, siendo este el único que ha anotado con la selección.

### Categorías inferiores

#### Participaciones en Sudamericanos
| Campeonato                              | Sede     | Resultado    | Partidos | Goles |
| --------------------------------------- | -------- | ------------ | -------- | ----- |
| Sudamericano Sub-20 de 2019             | Chile    | Campeón      | 7        | 0     |
| Juegos Panamericanos Lima 2019          | Perú     | Primera fase | 3        | 0     |
| Preolímpico Sudamericano Sub-23 de 2020 | Colombia | Primera fase | 2        | 0     |

#### Participaciones en Copas del Mundo
| Campeonato                  | Sede    | Resultado    | Partidos | Goles |
| --------------------------- | ------- | ------------ | -------- | ----- |
| Copa Mundial Sub-20 de 2019 | Polonia | Tercer lugar | 5        | 1     |

## Clubes
- Actualizado el 17 de agosto de 2025.

| Club                      | País          | Años          | PJ  | Goles |
| ------------------------- | ------------- | ------------- | --- | ----- |
| Cumbayá F. C.             | Ecuador       | 2015-2017     | 11  | 3     |
| Imbabura S. C.            | Ecuador       | 2017-2019     | 37  | 2     |
| Barcelona S. C.           | Ecuador       | 2020          | 8   | 0     |
| C. D. Olmedo (cedido)     | Ecuador       | 2021          | 19  | 2     |
| Sporting Clube da Covilhã | Portugal      | 2022          | 5   | 0     |
| S. D. Aucas               | Ecuador       | 2023          | 6   | 0     |
| Mushuc Runa               | Ecuador       | 2023          | 10  | 0     |
| Esteghlal Khuzestan F. C. | Irán          | 2024          | 0   | 0     |
| AV25                      | Ecuador       | 2024-2025     | 0   | 0     |
| C. S. Emelec              | Ecuador       | 2025-act.     | 6   | 0     |
| Total carrera             | Total carrera | Total carrera | 102 | 7     |

## Palmarés

### Campeonatos nacionales
| Título             | Club            | País    | Año  |
| ------------------ | --------------- | ------- | ---- |
| Serie A de Ecuador | Barcelona S. C. | Ecuador | 2020 |

### Campeonato internacionales
| Título              | Equipo         | Sede  | Año  |
| ------------------- | -------------- | ----- | ---- |
| Sudamericano Sub-20 | Ecuador sub-20 | Chile | 2019 |